# Manuel Montt (estación del Metro de Santiago)
Manuel Montt es una estación ferroviaria de la Línea 1 de la red del Metro de Santiago de Chile. Se encuentra subterránea, entre las estaciones Salvador y Pedro de Valdivia de la misma línea. Se ubica entre la Avenida Providencia a la altura del 1760 y la Avenida Nueva Providencia, en la comuna de Providencia.

## Entorno y características
Presentando un flujo promedio de 39.000 pasajeros/hora se caracteriza por la presencia del sector universitario, comercial y bohemio en el que se emplaza. Un alto número de usuarios son estudiantes del Liceo José Victorino Lastarria, que está cercano a la estación. La estación posee una afluencia diaria promedio de 36 317 pasajeros.
En los alrededores se encuentran tanto una sede de oficinas del Servicio Nacional de Turismo, además de las Torres de Tajamar, varios pub's, colegios, y complejos educacionales superiores, como DuocUC, la Universidad de Las Américas y la Universidad Mayor.

### Accesos
| Acceso | Intersección                                        |
| ------ | --------------------------------------------------- |
| A      | Av. Providencia con Av. Manuel Montt                |
| B      | Av. Providencia con Almirante Pastene               |
| C      | Av. Nueva Providencia con Dr. Manuel Barros Borgoño |

## Origen etimológico
Su nombre proviene de la Avenida Manuel Montt, la que se ubica cercana a la estación y que conmemora al Presidente Manuel Montt, quien gobernó Chile entre 1851 y 1861. Junto a Antonio Varas, formó una de las duplas políticas más importantes de la historia de Chile. 
Según el proyecto original de 1968, esta estación hubiera recibido el nombre de «Tajamar», recordando los tajamares del río Mapocho, construidos durante la Colonia para reencauzar sus aguas.

Prototipo de símbolo identificatorio para la estación (nunca fue usado).
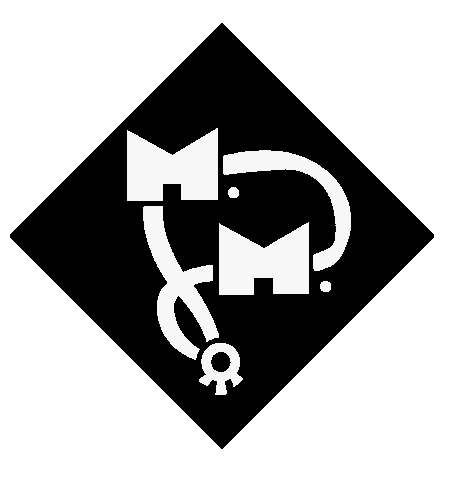
Antiguo símbolo con que se identificó a la estación.
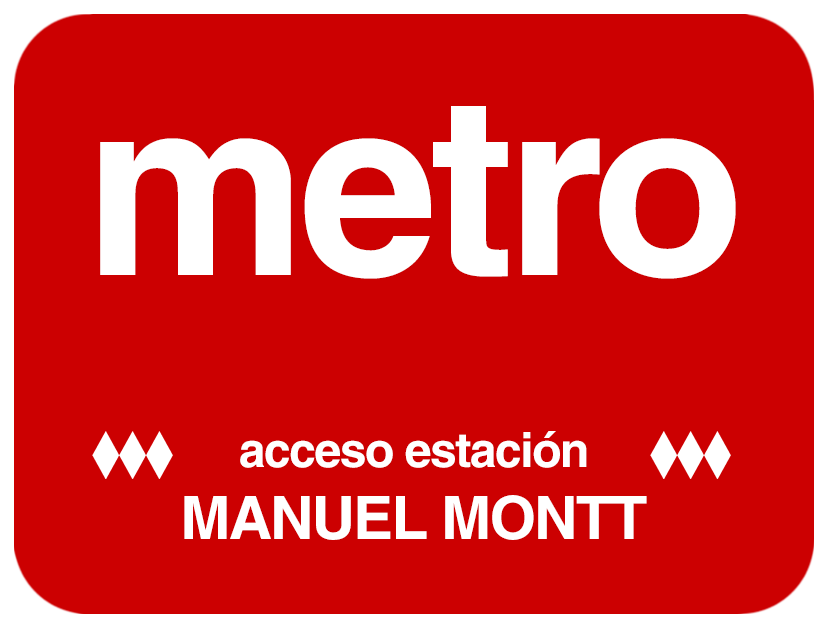
Letrero utilizado en los accesos a la estación hasta 1997.
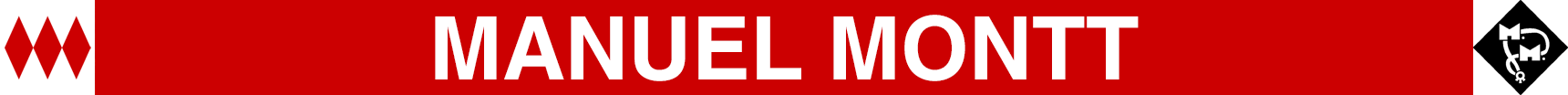
Cenefa antigua utilizada en los andenes.
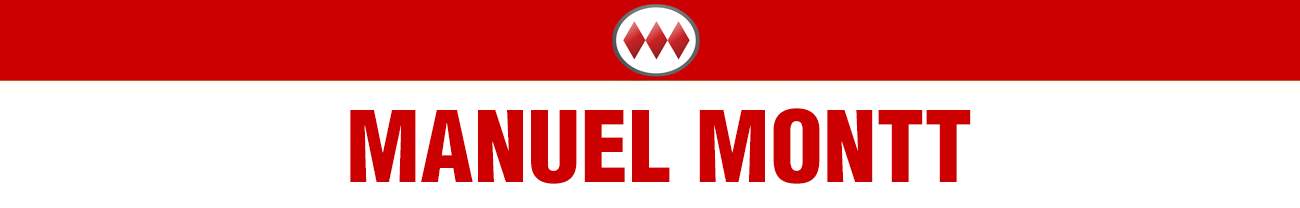
Cenefa utilizada actualmente en los andenes.

## Conexión con Red Metropolitana de Movilidad
La estación posee 8 paraderos de la Red Metropolitana de Movilidad en sus alrededores, los cuales corresponden a:
| Paradero/ Código                       | Recorridos |
| -------------------------------------- | --- |
| Parada 1 / Metro Manuel Montt (PC151)  | 401 (Las Condes) - 407 (Las Condes) - 412 (La Reina) - 418 (Av. Tobalaba) - 421 (San Carlos de Apoquindo) - 432n (La Reina) - 503 (Vital Apoquindo) - 517 (Peñalolén) - 541n (Colón) |
| Parada 2 / Metro Manuel Montt (PC192)  | 106 (Nueva San Martín) - 401 (Maipú) - 405 (Maipú) - 412 (Enea) - 418 (Enea) - 421 (Maipú) - 432n (Maipú) - 541n (El Tranque)                                                        |
| Parada 3 / Metro Manuel Montt (PC1)    | 103 (San Joaquín) - 405 (Cantagallo) - 405c (Vitacura) - 406 (Cantagallo) - 426 (La Dehesa) - 445c (Vitacura) - 517 (Peñalolén)                                                      |
| Parada 4 / Metro Manuel Montt (PC273)  | 405c (Plaza Italia) - 406 (Pudahuel) - 407 (Enea) - 410 (Renca) - 426 (Pudahuel) - 445c (Centro) - 503 (Av. La Estrella)                                                             |
| Parada 5 / Metro Manuel Montt (PC38)   | 106 (Peñalolén) - 126 (Fin del recorrido / La Higuera) |
| Parada 6 / Metro Manuel Montt (PC1103) | D09 (Av. Grecia Oriente) |
| Parada 7 / Metro Manuel Montt (PC1221) | 126 (Metro Manuel Montt) - D09 (Av. Grecia Oriente) |
| Parada 8 / Metro Manuel Montt (PC51)   | 126 (Metro Manuel Montt) - D09 (Fin del recorrido) |